# 314040 Tavannes
314040 Tavannes è un asteroide della fascia principale. Scoperto nel 2005, presenta un'orbita caratterizzata da un semiasse maggiore pari a 2,3176727 UA e da un'eccentricità di 0,0814858, inclinata di 4,36862° rispetto all'eclittica.